# Parafia św. Stanisława Kostki w Katowicach
Parafia św. Stanisława Kostki w Katowicach-Giszowcu – rzymskokatolicka parafia w Katowicach, położona na obszarze dzielnicy Giszowiec, należąca do dekanatu Katowice-Bogucice w archidiecezji katowickiej. Obejmuje ona swoim zasięgiem wiernych z południowej części dzielnicy (pozostali wierni z Giszowca przynależą parafii św. Barbary). 
Kościół parafialny, konsekrowany 17 maja 1948 roku, znajduje się przy ulicy Górniczego Stanu, natomiast probostwo położone jest po drugiej stronie ulicy, przy ulicy Górniczego Stanu 22. 1 stycznia 1949 roku powołano kurację, natomiast parafia została erygowana 28 maja 1957 roku. Liczyła ona w 2015 roku około 6,0 tys. wiernych. 
Parafia zarządza ona cmentarzem parafialnym przy ulicy Górniczego Stanu.

## Historia

### Powstanie kościoła
Osada górnicza Giszowiec początkowo należała do parafii mysłowickiej. Po reorganizacji dekanalnej, dnia 1 sierpnia 1912 roku weszła w skład parafii św. Anny w Janowie. O usamodzielnienie od parafii w Janowie i budowę kościoła w Giszowcu rozpoczęto starania już w sierpniu 1945 roku. Wówczas to ówczesny administrator parafii św. Anny – ks. Alfons Tomaszewski, 14 sierpnia 1945 roku otrzymał pismo z Kurii Diecezjalnej w Katowicach z zamierzeniem powierzenia duszpasterstwa w Giszowcu ks. Wiktorowi Mandrkowi. ks. Tomaszewski poczynił również kroki celem organizacji nowego kościoła. Rozpoczął on starania z Katowickim Zjednoczeniem Przemysłu Węglowego nad rozwiązaniem problemu w trzech propozycjach: urządzenie kaplicy w budynku dawnej szkoły ewangelickiej, przeznaczenie budynku dawnego domu kawalera albo wykup lub dzierżawa działki na nowy kościół. Mimo początkowego sprzeciwu, udało się zawrzeć porozumienie i 6 czerwca 1946 roku podpisano umowę z Katowickim Zjednoczeniem Przemysłu Węglowego w Wełnowcu, przejmując niezagospodarowany teren o wymiarach 100×100 m, na którym miał stanąć rozbieralny kościół. 
W dniu 12 maja 1946 roku powstał Komitet Budowy Kościoła pod przewodnictwem ks. Alfonsa Tomaszewskego. Jednocześnie udało się uzyskać od dyrektora Sznapki z KZPW betonowy barak z Brzezinki, który po rozebraniu miał posłużyć jako materiał budowlany dla nowego kościoła, natomiast od kopalni Wieczorek w korzystnej cenie kupowano część niezbędnych materiałów budowlanych. 
Dnia 4 października 1946 roku ks. Lucjan Pitlok (nowy administrator parafii św. Anny) w towarzystwie wikariusza – ks. Wiktora Mandrka, poświęcił miejsce rozpoczynających się prac budowlanych na terenie lasku bukowego. W czerwcu 1947 roku kuria diecezjalna mianowała ks. Mandrka przewodniczącym budowy świątyni. W dniu 17 maja 1948 roku, w drugi dzień świąt Zesłania Ducha Świętego, bp Juliusz Bieniek poświęcił świątynię. Wówczas pierwszą mszę świętą odprawił ks. dziekan Jan Wodarz, natomiast homilię wygłosił ks. Józef Bańka. Patronem kościoła i później erygowanej parafii został św. Stanisław Kostka, wcześniejszy patron giszowieckiej szkoły przy Placu Pod Lipami.
W tamtym czasie na prośbę parafian ustanowiono drugie wezwanie, gdyż wnioskowano, by uroczystości odpustowe odbywały się latem. Dodatkowym wezwaniem było Niepokalane Serce Maryi, którego święto przypadało 22 sierpnia. Pierwszy odpust odbył się 22 sierpnia 1948 roku – wtedy to z macierzystej parafii w Janowie przeszła procesja na czele z ks. proboszczem Lucjanem Pitlokiem w towarzystwie orkiestry z kopalni Wieczorek.

### Kuracja

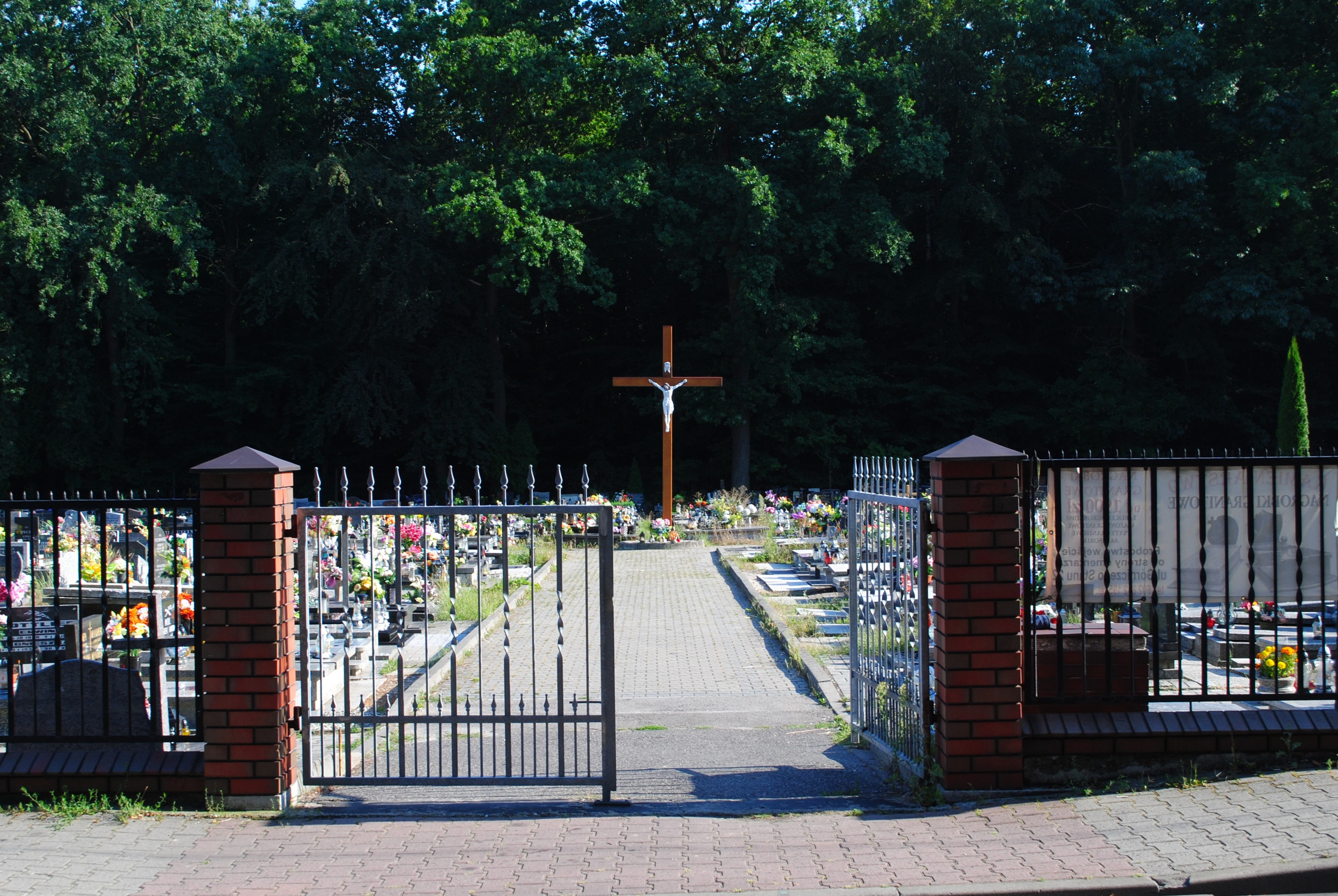
Cmentarz parafialny położony przy ul. Górniczego Stanu

Dnia 1 stycznia 1949 roku rozpoczęła działalność kuracja z siedzibą w nowym kościele św. Stanisława Kostki, powołana 1 grudnia 1948 roku przez bpa Stanisława Adamskiego, a ks. Wiktor Mandrek został kuratusem. Obszar kuracji obejmował Giszowiec oraz trzy domy z Wesołej i liczyła ona wówczas około 5 tys. wiernych.
W dalszej kolejności rozpoczęto starania nad założeniem cmentarza w pobliżu kościoła. W tym celu wystosowano pismo do Starostwa Powiatowego, które wyraziło wstępną zgodę pod warunkiem dostarczenia dodatkowej dokumentacji, w tym prawa własności. Tereny te należały wówczas do Lasów Państwowych i wykupieniu w cenie znajdujących się tam drzew, 26 października 1949 roku kuracja przejęła teren pod cmentarz. Dzień wcześniej został on poświęcony, ale zgodę na grzebanie zmarłych uzyskano dopiero z Miejskiej Rady Narodowej 16 listopada 1950 roku. 
Ks. Mandrek mieszkał początkowo na plebanii w Janowie. Żeby poprawić sytuację z dojazdem do Giszowca, na początku planowano wynająć dom przy obecnej ul. Barbórki 3, lecz władze kopalni Wieczorek zwlekały z załatwieniem sprawy, dlatego też zdecydowano o budowie nowego probostwa na skraju terenu cmentarza. We wniosku o pozwolenie na budowę zadeklarowano kaplicę oraz zabudowę gospodarczą. Pierwsze prace rozpoczęto przed uzyskaniem pozwolenia i po doprowadzeniu do pierwszego piętra 3 listopada 1949 roku Wydział Powiatowy w Katowicach zakazał budowy probostwa wg złożonego projektu. Dopiero 13 listopada 1959 roku zezwolono na kontynuację prac. ks. Mandrek wprowadził się do nowego budynku probostwa we wrześniu 1950 roku. Wówczas też zaczęła funkcjonować kancelaria. 
W nowej kuracji rozwijało się życie parafialne. Powstało kilka grup, w tym: Bractwo Różańcowe, Krucjata Eucharystyczna, Sodalicja Mariańska i chór. We wrześniu 1954 roku do kuracji przybył pierwszy wikariusz – ks. Stanisław Sierla, który posługiwał w kuracji przez rok. Dzięki pomocy wikariusza zwiększyła się liczba odprawianych mszy świętych – w dni robocze do dwóch, a w niedziele o msze św. wieczorne.

### Parafia
Kuracja na mocy dekretu bpa Stanisława Adamskiego z dnia 28 maja 1957 roku stała się parafią pw. św. Stanisława Kostki. W latach 1972–1973, w związku ze wzrostem liczby wiernych w kościele parafialnym dobudowano z tyłu kościoła dodatkowy chór. W 1979 roku ks. Mandrek przeszedł na emeryturę. Zmarł trzy lata później – 19 kwietnia 1982 roku i został pochowany na giszowieckim cmentarzu. Nowym proboszczem został ks. Rufin Sładek. We wrześniu 1981 roku uzyskano zgodę na budowę domu katechetycznego w sąsiedztwie probostwa, którego budowę ukończono w 1984 roku. Poświęcenia domu katechetycznego dokonał w dniu 1 września tegoż roku bp Herbert Bednorz. 
W latach 90. XX wieku przeprowadzono remont wnętrz kościoła, które ukończono w 1998 roku. Prace te miały związek z jubileuszem pięćdziesięciolecia poświęcenia kościoła. W 2004 roku ks. proboszcz Rufin Sładek przeszedł na emeryturę. Zmarł w 2009 roku. Nowym proboszczem został ks. Andrzej Marcak, lecz ze względu na objęcie parafii katedralnej Chrystusa Króla w Katowicach w 2013 roku mianowano nowego proboszcza – został nim ks. Adam Markiewka. 

### Proboszczowie
- ks. Wiktor Mandrek (administrator 1949–1957; proboszcz 1957–1979)[14]
- ks. Rufin Sładek (1979–2004)[14]
- ks. Andrzej Marcak (2004–2013)[14]
- ks. Adam Markiewka (od 2013)[14]

## Kościół parafialny
Parafialny kościół rzymskokatolicki przy ul. Górniczego Stanu został zbudowany w latach 1946–1948 według projektu architekta Jerzego Kruga. Jest niewielką budowlą ze skromnym krzyżem nad frontonem i dzwonnicą. Jego budowniczym był wikary z parafii janowskiej – ks. Wiktor Mandrek. Poświęcenie pierwszego kościoła w Giszowcu odbyło się w drugie święto Zielonych Świąt 17 maja 1948 roku. Kościół został konsekrowany w 1948 roku przez bpa Juliusza Bieńka. Współczesny wystrój kościoła pochodzący z 1998 roku został zaprojektowany przez Helenę Szuster z Bielska-Białej.

## Działalność duszpasterska

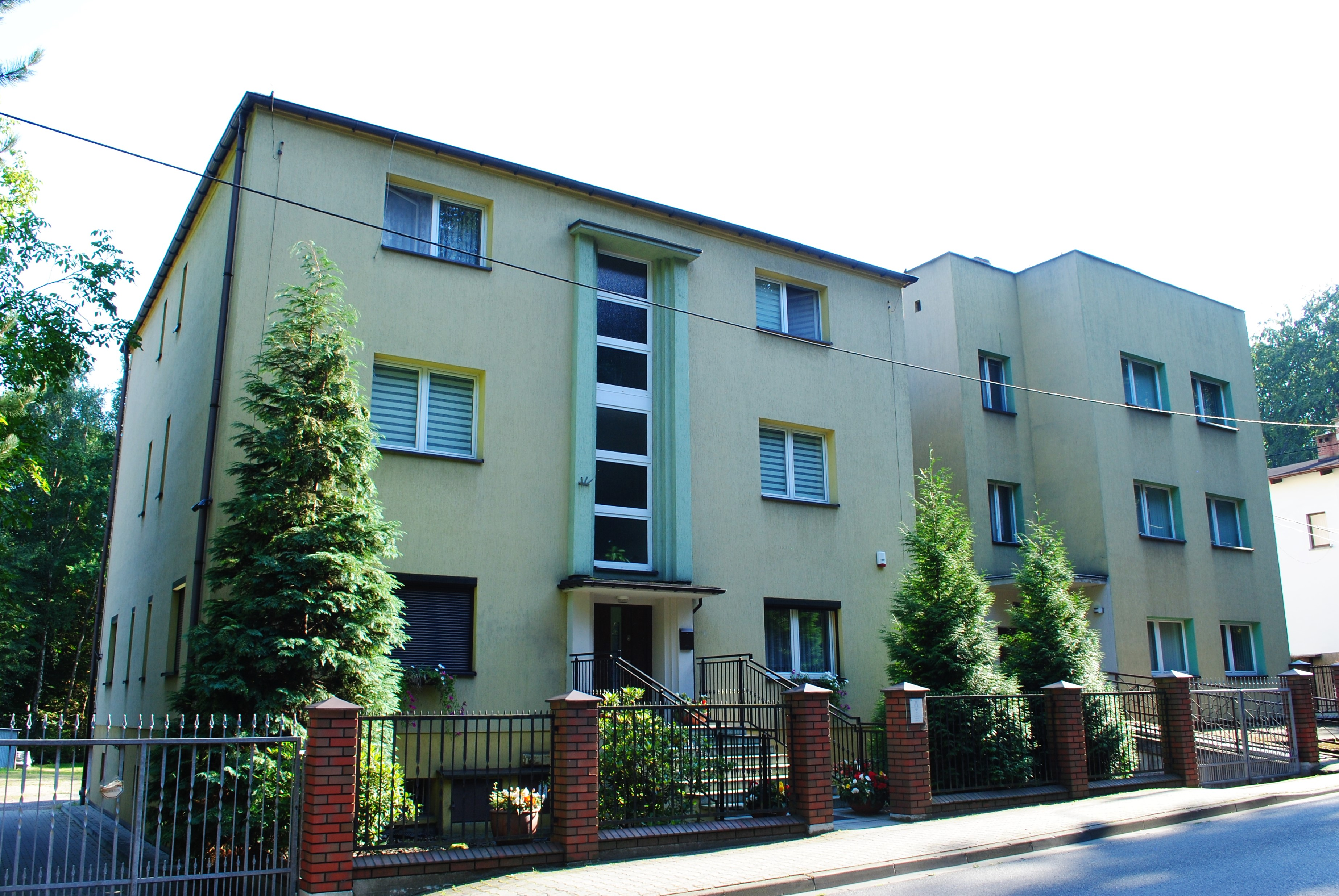
Budynek probostwa przy ul. Górniczego Stanu 22

W parafii w dni powszechnie odbywają się dwie msze święte (jedna w godzinach porannych, a druga w wieczornych), natomiast w niedziele i święta odprawianych jest pięć nabożeństw (4 w godzinach przedpołudniowych i jedna w godzinach wieczornych). Ponadto odbywają się nabożeństwa, w tym adoracje Najświętszego Sakramentu, koronki do Miłosierdzia Bożego, różaniec i nowenny do Matki Boskiej Nieustającej Pomocy. 
W parafii swoją działalność prowadzi grupa Dzieci Maryi.

## Zasięg parafii
Parafia swoim zasięgiem obejmuje południową część dzielnicy Giszowiec. Liczyła ona w 2015 roku około 6,0 tys. wiernych. Przynależą do niej następujące ulice: Adama, Antoniego, Barbórki, Działkowa, Ewy, Górniczego Stanu, Kosmiczna 26-56, Kwiatowa 12-21, osiedle Pod Kasztanami, Pod Kasztanami 12, 13, 14, 38 i 39, Przyjazna 11-20, Przyjemna, Sosnowa, Wesołowska i Wojciecha 27-53.